# Fernand Herrmann
Fernand Herrmann (17è districte de París, 21 de febrer de 1886 - 4 de juny de 1944) és un actor francès del cinema mut.

## Biografia
Fernand Herrmann era fill de Léon Herrmann i Mathilde Schmoll, vidu d'Angèle Grill (soprano) i divorciat d'Hélène Barretta (comediant).
Fernand Herrmann va actuar en diverses pel·lícules des de 1914 fins a 1925.
Va actuar en particular en 2 pel·lícules d’episodis de Louis Feuillade: Les Vampires, emesa des de 1915 fins a 1916, i Barrabas, una pel·lícula de 1919.

## Filmografia
- 1914 : L'Expiation de Louis Feuillade - curtmetratge
- 1914 : Severo Torelli de Louis Feuillade - curtmetratge
- 1914 : Les Fiancés de Séville de Louis Feuillade - curtmetratge
- 1914 : Les Fiancées de 1914 de Louis Feuillade - curtmetratge
- 1914 : Le Coffret de Tolède de Louis Feuillade - curtmetratge
- 1914 : Le Calvaire de Louis Feuillade - curtmetratge
- 1914 : La Gitanella de Louis Feuillade - curtmetratge
- 1915 : La Petite Andalouse de Louis Feuillade - curtmetratge
- 1915 : La Neuvaine de Louis Feuillade - curtmetratge
- 1915 : Les Vampires de Louis Feuillade - fpel·lícula en episodis
- 1916 : Un conseil d'ami de Jacques Feyder - curtmetratge
- 1919 : L'Engrenage de Louis Feuillade - curtmetratge
- 1919 : L'Énigme de Louis Feuillade - curtmetratge
- 1919 : Le Nocturne de Louis Feuillade - curtmetratge
- 1919 : L'Homme sans visage de Louis Feuillade - curtmetratge
- 1919 : Barrabas de Louis Feuillade - pel·lícula en episodis
- 1920 : Les Deux Gamines de Louis Feuillade - fpel·lícula en episodis : Pierre Manin
- 1921 : Parisette de Louis Feuillade
- 1921 : L'Orpheline de Louis Feuillade
- 1922 : Le Fils du Flibustier de Louis Feuillade
- 1923 : La Belle Henriette d'Aimé Simon-Girard
- 1923 : L'Insigne mystérieux d'Henri Desfontaines
- 1923 : Vindicta de Louis Feuillade
- 1924 : Altemer le cynique de Georges Monca et Maurice Kéroul
- 1924 : La Double existence de Lord Samsey de Georges Monca et Maurice Kéroul
- 1924 : L'Ironie du sort de Georges Monca i Maurice Kéroul
- 1924 : L'Orphelin de Paris de Louis Feuillade
- 1925 : Autour du berceau de Georges Monca i Maurice Kéroul : René Fréville
- 1925 : L'Espionne aux yeux noirs d'Henri Desfontaines